# Последняя ночь (фильм, 1936)
«Последняя ночь» — советский историко-революционный фильм режиссёра Юлия Райзмана по мотивам повести Евгения Габриловича «Тихий Бровкин» (1936) о вооружённом восстании московских рабочих в октябре 1917 года. Первая роль в кино актёра Алексея Консовского.

## Сюжет
В одну из октябрьских ночей на балу гимназисты и офицеры издеваются над влюблённостью «кухаркиного сына» Кузьмы Захаркина в дочь фабриканта Леонтьева Лену. Орудийный залп прерывает веселье. В городе начинается вооружённое восстание рабочих.
В эту ночь в Москву приезжают двое: старший сын рабочего Захаркина матрос Пётр, посланный из Петрограда в распоряжение Московского революционного комитета, и переодетый в штатское поручик Алексей Леонтьев, сын фабриканта.
В пролетарской квартире старик Захаркин и его сын Илья слушают рассказ Петра о взятии Зимнего дворца. Семья рабочего отправляется в революционный штаб. Председатель ревкома Михайлов назначает Петра командиром отряда красногвардейцев и ставит перед ним задачу — отрезать Александровское военное училище, штаб юнкеров, от Брянского вокзала. Отряд занимает гимназию. Старик Захаркин с берданкой в руках караулит арестованного фабриканта Леонтьева.
Между тем Кузьма, бросившийся искать отца и братьев, случайно оказывается среди юнкеров. Пытаясь перейти к своим, он погибает. Отряд юнкеров, руководимый Алексеем Леонтьевым, атакует позиции красногвардейцев и захватывает гимназию. Сражённый пулей своего бывшего хозяина, умирает старик Захаркин.
Пётр получает задание ревкома поднять Хамовнические казармы и вывести 193-й полк. В то время как поручик Леонтьев пытается склонить на свою сторону колеблющихся солдат, во дворе казармы появляется группа красногвардейцев. Падает убитый офицером Илья. Пётр Захаркин обращается к солдатам с пламенной большевистской речью и поднимает полк против белых. Объединённые силы красногвардейцев и солдат захватывают Брянский вокзал. Среди пленных оказывается и поручик Леонтьев. К перрону подходит эшелон. Солдаты, посланные на поддержку сил контрреволюции, братаются с восставшим народом. Красногвардейцы во главе с председателем ревкома Михайловым уходят навстречу новым боям.

## Награды и премии
- 1937 — Гран-при на Международной выставке в Париже.
- 1941 — Сталинская премия II степени (соавтор сценария и режиссёр Юлий Райзман, актёры Иван Пельтцер, Николай Дорохин).

## В ролях
- Иван Пельтцер — Егор Захаркин, отец
- Мария Яроцкая — Захаркина, мать
- Николай Дорохин — Пётр Захаркин
- Алексей Консовский — Кузьма Захаркин
- Василий Попов — Илья Захаркин
- Николай Рыбников — Пётр Илларионович Леонтьев, отец
- Сергей Вечеслов — Алексей Леонтьев
- Татьяна Окуневская — Лена Леонтьева
- Леонид Князев — Шура Леонтьев
- Михаил Холодов — Соскин, прапорщик
- Владимир Грибков — Михаил Степанович Михайлов, председатель Ревкома
- Иван Аркадин — Семихатов, коммивояжёр
- Осип Абдулов — полковник
- Владимир Дорофеев — начальник станции (нет в титрах)
- Александр Ковалевский — офицер (нет в титрах)

## Съёмочная группа
- Режиссёр: Юлий Райзман
- Сценаристы: Евгений Габрилович, Юлий Райзман
- Композитор: Александр Веприк
- Оператор: Дмитрий Фельдман
- Художник: Алексей Уткин
- Сорежиссёр: Дмитрий Васильев
- Звукорежиссёр: Владимир Богданкевич
- Монтаж: Григорий Широков